# فضل‌الرحمن ملک
فضل الرحمن ملک (زادهٔ ۲۱ سپتامبر ۱۹۱۹ – درگذشتهٔ ۲۶ ژوئیه ۱۹۸۸) (۱۲۹۸ تا ۱۳۶۷) از متفکران و پژوهشگران اسلامی در قرن بیستم بود. فضل‌الرحمن به خاطر اندیشه‌های متجددانه‌اش دربارهٔ اسلام و همچنین مطالعاتی که در مورد هرمنیوتیک و فهم قرآن انجام داده‌است، شهرت دارد. او عضو انجمن مرکزی مطالعات اسلامی کراچی و جزء نویسندگان تاریخ اسلام کمبریج بود.

## زندگی‌نامه
فضل الرحمن ملک متولد ناحیه هزاره هند (واقع در پاکستان امروزی) بود و تحصیلات اولیه خویش را نیز در همان‌جا سپری کرد. فضل الرحمن از متفکرین اهل سنت و پدرش نیز از علمای اهل سنت بوده‌است.
وی سپس به دانشگاه آکسفورد رفت و تحصیلات خویش را در آن جا ادامه داد. فضل الرحمن رساله دکترای خود را با موضوع فلسفه ابن سینا نوشت. او تا قبل از دعوت رئیس‌جمهور تقریباً لائیک پاکستان برای بازگشت به این کشور، بیشتر درگیر مباحث تئوری و فلسفی و منطقی و فقهی و تفسیر قرآن و امثال آن بود. کشور پاکستان در آن تاریخ (حدود ۱۹۶۰) از هندوستان جدا شده بود و مسئله اصلی در پاکستان ایجاد جمهوری اسلامی و انجام حکمرانی بر اساس آموزه‌های قرآنی و اسلامی و فقهی بود. از سوی دیگر نوگرایان پاکستانی معتقد بودند که فقه معارض حقوق بشر آن دوره (که هنوز هم در برخی تداوم می‌یابد) نمی‌تواند برای ایجاد حکومت و حکمرانی در دنیای مدرن کافی و وافی باشد. لکن برخی دیگر زیر بار این حرف نمی‌رفتند که دین کامل نیست و توان اداره جامعه را ندارد و… سنتیها مخالف مدرنیزاسیون در پاکستان بودند و دنیای جدید و پدیده‌های عصر مدرنیته مخالفت می‌نمودند. 
در چنین درگیری فکری بین دو طیف اصلی (اسلام گرایان سنتی و نوگرایان لائیک و نواندیشان دینی مثل فضل الرحمن) حکومتهای متعددی بر پاکستان حاکم شدند. پس از استقلال پاکستان این کشور مشهور به کشور کودتا شد. چرا که هر از چند گاهی دولتی موافق دین (دینگرا) و گاهی دیگر دولتی مدرنتر و لائیکتر حاکم می‌شدند؛ و مسئله حکمرانان حفظ رضایت و هماهنگ کردن و همراه کردن فقها و علمای دینی با خودشان بود تا بتوانند بر کشوری که صفت اسلامی (جمهوری اسلامی پاکستان) را با خود به همراه داشت، حکومت کنند.
در این جریان رئیس‌جمهوری بر پاکستان حاکم شد که اندکی لائیک بود و از روشنفکران خارج از پاکستان برای کمک فکری و عملی دعوت به عمل آورد و از جمله فضل الرحمن در این مقطع به پاکستان دعوت شد.
پس از بازگشت فضل الرحمن به پاکستان و دعوت از او برای ریاست مؤسسه تحقیقات اسلامی، اندک اندک با مشکلات عملی و مسایل جاری حکومت و تعارض بین دین و دنیا و تعارض بین فقه و حقوق اسلامی و نگاه مدرن مستقیماً درگیر و مواجه شد.
فضل الرحمن در سمت ریاست مؤسسه تحقیقات اسلامی پاکستان از سوی تندروها و اسلام گرایان سنتی پاکستان تحمل نگردید و مجبور شد تا پاکستان را ترک کند و این بار به دانشگاه شیکاگو مسافرت نمود.

## آثار
از کتاب‌های مهم فضل الرحمن می‌توان به اسلام، اسلام و مدرنیته، وحی در اسلام: فلسفه و سنت، روش‌شناسی اسلامی در تاریخ، زمینه‌های اصلی قرآن و مقالات مهم او دربارهٔ زکات اشاره کرد.

### آثار ترجمه شده به فارسی
کتاب فلسفه ملاصدرا که یکی از آثار فضل الرحمان در تفسیر و نقد فلسفه ملاصدرای شیرازی است به فارسی توسط مهدی دهباشی ترجمه شده‌است، همچنین دو کتاب دیگر از وی به نام، مضامین اصلی قرآن و اسلام و مدرنیته توسط انتشارات کرگدن ترجمه و منتشر شده است.

## اندیشه
در فهم فضل الرحمن از دین و قرآن می‌توان چند نکته چالش‌برانگیز که با فهم سنتی از اسلام تعارض دارد اشاره نمود:
اول: موضوع زکات است که از نگاه فضل الرحمن زکات نوعی مالیات است و لازم است که مصادیق زکات را گسترش دهیم و تقابل بین زکات و مالیات ایجاد نکنیم.
دوم: حد سرقت در زمان صدر اسلام به دلیل اینکه دزدی تنها دزدی نبوده و حیثیت و شرف و اعتبار افراد با دزدی زیر سؤال می‌رفته‌است، از این رو مجازات و برخورد شارع با پدیدهٔ دزدی سخت و شدید بوده‌است، حد سرقت امروزه به دلیل اینکه مالکیت با شرف و حیثیت گره نخورده و موضوع جدیدی شده‌است، پدیدهٔ دزدی موضوعیت سابق را ندارد و حکم جدید می‌طلبد و لازم نیست با شدت و حدت همان حکم قطع دست و… را اجرا کنیم. حتی نوع برخورد فقهای اسلامی با مسئله اثبات سرقت و محدود کردن شیوهٔ اثبات سرقت و تنگ کردن دایره اجرای آن نشان از غیرعادلانه بودن قطع دست به دلیل دزدی در عصر جدید دارد. به عبارت دیگر می‌توان احکام اسلامی متناسب با شرایط زمان و مکان قدیم را دوباره بازخوانی نمود و متناسب با شرایط زمان و مکان جدید و فهم عادلانه و مصلحانه و معقول از دین داشته باشیم.

## فهم قرآن
نقطه عزیمت فضل الرحمن تفسیر قرآن و بازخوانی از قرآن است. فضل الرحمن از آنجا که تفسیر قرآن را نوعی بازخوانی از قرآن می‌داند، سعی نمود که نوعی بازسازی اجتهاد در دین را سامان دهد. گرچه او اهل سنت است و اجتهاد به معنای شیعی را قبول ندارد، اما سعی کرد نوعی منطق فهم قرآن ارائه دهد و حتی با بهره‌گیری از نظریات هرمنوتیکی امثال بتی و گادامر سعی نمود بین دو دیدگاه جمع نماید. یکی دیدگاه امثال بتی که قایل اند می‌توان متون قدیمی را فهمید و دیگری امثال گادامر که فهم متون قدیمی را به دلیل اینکه خواننده در شرایط و موقعیت و فضای فکری و فرهنگی متن نیست امکان‌پذیر نمی‌دانند.
به هر رو فضل الرحمن نواندیشی دینی است که با نگاه‌های سنتی و قرائتهای متحجرانه از قرآن مبارزه می‌کرد. یکی از این افراد که با فضل الرحمن چالش نوشتاری و فکری نیز داشت، مرحوم ابوالاعلی مودودی متفکر برجستهٔ پاکستان است که انتقادات فراوانی بر فضل الرحمن وارد نمود. در عین حال جالب اینجاست که در مقدمه کتاب اسلام؛ فضل الرحمن ضمن ابراز تأسف از شنیدن خبر فوت ابوالاعلی مودودی می‌نویسد که جهان اسلام اندیشمند بزرگی را از دست داده‌است. (و این نشاندهنده انصاف علمی فضل الرحمن است که حتی منتقد سرسخت خود را یاد می‌کند و احترام می‌گذارد و درگذشت او را تأسف‌آور می‌خواند. ۱۳۸۸).